# Adrián Gómez
Adrián Gómez Ramírez (17 de enero de 1994, Cuenca, Castilla-La Mancha, España) es un futbolista español. Juega de defensa y actualmente se encuentra en el [Unionistas de Salamanca] de la Segunda División B de España.

## Carrera deportiva
Debutó como juvenil en el UB Conquense y luego tuvo pasos por el EMF Cuenca y el Valencia B.

### Valencia B
Jugó en el 2013 en el filial del Valencia CF, donde disputó solo 2 partidos.

### La Roda
Se va a La Roda CF, por falta de minutos en el Valencia B. Jugó un total de 19 partidos en el club de Segunda División B.

### Albacete B y promoción
En 2014, es fichado por el Albacete Balompié B. Ha disputado un total de 30 partidos.
Al año siguiente, es promocionado al Albacete Balompié, donde está jugando más seguido. Su debut fue el 6 de septiembre de 2015, frente al Real Oviedo, partido que terminó en derrota 3-1 del Albacete.
Durante la temporada 2015-16 juega 13 partidos (12 de liga y 1 de Copa del Rey), marcando 1 gol (frente al Bilbao Athletic, el 10 de enero de 2016, en la victoria 0-1 del Albacete.
El canterano, llegó al Albacete B en 2014, y formó parte del primer equipo desde la temporada 2015-16, disputando un total de 37 partidos con el Albacete Balompié, portando el brazalete de capitán la temporada 2016/17 y la 2017/18.

### Irtysh Pavlodar
En enero de 2018, el capitán del Albacete Balompié se marcha cedido hasta junio de 2018 al Irtysh Pavlodar de la Liga Premier de Kazajistán. Entidad que se reserva una opción de compra sobre un futbolista que tiene contrato en vigor con nuestro club hasta 2020.

### Podbeskidzie Bielsko-Biała
En febrero de 2019, se confirmó su vinculación al Podbeskidzie Bielsko-Biała de la I Liga de Polonia.
| Equipo                           | País                  | Año               |
| -------------------------------- | --------------------- | ----------------- |
| Valencia Club de Fútbol Mestalla | Bandera de España     | 2012-2013         |
| La Roda Club de Fútbol           | Bandera de España     | 2013-2014         |
| Atlético Albacete                | Bandera de España     | 2015-2018         |
| FC Irtysh Pavlodar               | Bandera de Kazajistán | 2018              |
| Podbeskidzie Bielsko-Biała       | Bandera de Polonia    | 2018-2019         |
| Valencia Club de Fútbol Mestalla | Bandera de España     | 2019 - Actualidad |